# Ulve
Ulva
Pour les articles homonymes, voir Ulva.
Genre
Les Ulves sont des algues vertes comestibles regroupées dans le genre Ulva. Depuis 2003, le World Register of Marine Species rattache le genre Enteromorpha à ce taxon.

## Étymologie
Le latin ulva est issu de l'indo-européen hel- signifiant « croître ». Cette étymologie fait référence à la croissance rapide des algues de ce genre, permise par leur thalle très fin dont toutes les cellules sont assimilatrices et dont la surface spécifique élevée optimise la collecte de lumière et la nutrition. La vitesse de croissance permet ainsi d'assurer la multiplication de ces algues par 10 de leur biomasse en moins d'un mois.

## Caractéristiques

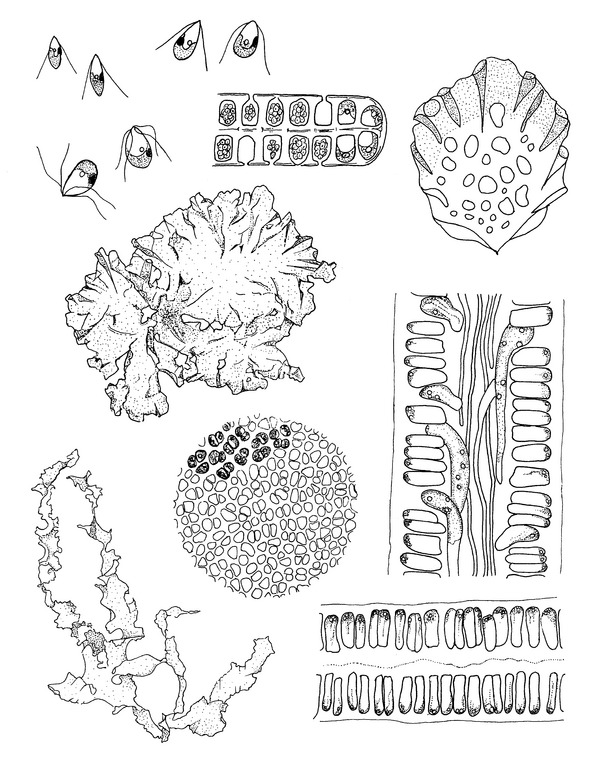
Diagramme schématique représentant plusieurs ulves.

Macroalgues benthiques pour la plupart annuelles et fixées sur un substrat (rocher, coquille morte…), les ulves sont caractérisées par un développement végétatif printanier qui peut se produire lorsqu'elles sont attachées à ce substrat par croissance, mais il peut également se prolonger après décrochage ou fragmentation du thalle qui a atteint une grande taille, lors des tempêtes. Cette reproduction asexuée raccourcissant le temps de transition entre le stade végétatif et le stade reproducteur, induit ainsi le bouturage des thalles en éléments de petite taille, facilement maintenus en suspension dans la masse d'eau (la densité des ulves de 1,05 kg/dm3 est très faiblement supérieure à celle de l'eau de mer qui est de 1,025 kg/dm3). Ce maintien en suspension permet de limiter la prédation par les mollusques brouteurs (petits escargots de mer tels que les Littorines, les gibbules, les hydrobies ou les Rissoa) ou les oiseaux (Bernache cravant) qui laissent des trous dans le thalle, de réduire l'auto-ombrage, d'homogénéiser la distribution de la biomasse dans la colonne d'eau (d'où une distribution optimale pour l'absorption des nutriments), et de les amener près de la surface où l'intensité lumineuse est plus élevée, autant de facteurs qui peuvent conduire au doublement de leur activité photosynthétique. La flottabilité des ulves, renforcée par l'activité de photosynthèse qui génère de l'oxygène pur sous forme des bulles par temps calme et ensoleillé, est ainsi un facteur favorisant leur croissance et qui explique, avec celui d'un flux élevé d'azote et de phosphore, l'apparition des blooms algaux en été : les proliférations liées à une eutrophisation du milieu sont à l'origine de marées vertes, la biomasse flottante empêchant l'échange gazeux entre l'eau et l'atmosphère (hypoxie et anoxie du système) ainsi que l'accès à la lumière pour les producteurs primaires en croissance inférieure (phytoplancton et macroalgues submergées).
L'organisation de l'appareil végétatif est classiquement celle d'un thalle foliacé qui présente une différenciation en trois parties assimilées à tort aux racines, à la tige et aux
feuilles des plantes supérieures : crampon fixateur constitué d'un petit disque ; stipe (pseudo-tige évoquant celle des plantes vasculaires) très peu développé ; fronde formant une lame bistromatique (deux couches de cellules donnant une épaisseur de 100 μm) plane ou crispée, ou un thalle filamenteux monostromatique (une couches de cellules) pour les formes Enteromorpha.
En biologie de la reproduction dans le règne végétal, l'espèce Ulva lactuca est classiquement choisie pour illustrer le cycle de vie digénétique (2 stades différents), haplodiplophasique (1 stade diploïde et 1 stade haploïde) et isomorphe (les générations sont morphologiquement identiques, c'est-à-dire qu'on ne peut différencier les générations sexuées et asexuées) mais de nombreuses espèces d'ulves présentent généralement un cycle reproducteur plus complexe.

## Utilisations
Depuis le début du XXIe siècle, plusieurs espèces d’Ulva suscitent un intérêt croissant auprès d'un bon nombre d'opérateurs du secteur de l'algoculture. La production de ces algues par le biais des systèmes intégrés multi-trophiques pour une aquaculture durable occupe moins d'espace que les cultures terrestres pour la même productivité.
La culture de ces algues, à un niveau commercial et industriel, a de nombreuses utilisations : production d'ingrédients alimentaires, moyen de lutte contre la pollution en phytoremédiation (grâce à la capacité des extraits d'ulve, les ulvanes, à former des hydrogels accumulant de grandes quantités de métaux lourds.

## Liste des espèces et sous-espèces
« Malgré la simplicité anatomique du thalle, l'identification des espèces nécessite une étude au microscope et quelquefois une étude de biologie moléculaire ». 
Selon AlgaeBase (16 août 2012) :
- Ulva acanthophora (Kützing) Hayden, Blomster, Maggs, P.C.Silva, Stanhope & J.R.Waaland
- Ulva aetherea Poiret (Sans vérification)
- Ulva agarum (Gmelin) Poiret (Sans vérification)
- Ulva agarum (Gmelin) Woodward (Sans vérification)
- Ulva ambigua De Candolle (Statut incertain)
- Ulva ampullacea Poiret (Sans vérification)
- Ulva anandii Amjad & Shameel
- Ulva aponina Meneghini (Sans vérification)
- Ulva appendiculata Schousboe (Statut incertain)
- Ulva arasakii Chihara
- Ulva atroviridis Levring
- Ulva attenuata (C.Agardh) Naccari (Sans vérification)
- Ulva aurantiaca Poiret (Statut incertain)
- Ulva bellangeri (Montagne) De Toni (Sans vérification)
- Ulva beytensis Thivy & Sharma
- Ulva bifrons Ardré
- Ulva billardieri Mertens ex C.Agardh (Sans vérification)
- Ulva binalis Hassall (Sans vérification)
- Ulva brevistipita V.J.Chapman
- Ulva brisbanensis L.G.Kraft, Kraft & R.F.Waller
- Ulva bulbosa Pasilot de Beauvois (Statut incertain)
- Ulva burmanica (Zeller) De Toni
- Ulva bursa (Linnaeus) Poiret (Sans vérification)
- Ulva byssoides Mertens (Statut incertain)
- Ulva calendulifolia (S.G.Gmelin) J.F.Gmelin (Sans vérification)
- Ulva californica Wille
- Ulva calophylla (Carm.) Sprengel (Sans vérification)
- Ulva caudata Schousboe (Statut incertain)
- Ulva caulescens J.V.Lamouroux (Sans vérification)
- Ulva ceranoides W.Withering (Sans vérification)
- Ulva chaetomorphoides (Børgesen) Hayden, Blomster, Maggs, P.C.Silva, M.J.Stanhope & J.R.Waaland
- Ulva ciliata (Hudson) De Candolle (Sans vérification)
- Ulva cinerea Martens ex De Notaris (Sans vérification)
- Ulva cirrosa Schousboe (Statut incertain)
- Ulva clathrata (Roth) C.Agardh
- Ulva clathratioides L.G.Kraft, Kraft & R.F.Waller
- Ulva clathrus (Gmelin) Poiret (Sans vérification)
- Ulva coccinea Hudson (Statut incertain)
- Ulva compressa Linnaeus
- Ulva confervoides Thuillier (Statut incertain)
- Ulva conglobata Kjellman
- Ulva cornea Poiret (Sans vérification)
- Ulva cornucopiae (Kützing) J.Agardh (Sans vérification)
- Ulva cornuta Lightfoot
- Ulva costata Wollny (Statut incertain)
- Ulva covelongensis V.Krishnamurthy & H.Joshi
- Ulva crassa V.J.Chapman
- Ulva crassimembrana (V.J.Chapman) Hayden, Blomster, Maggs, P.C.Silva, M.J.Stanhope & J.R.Waaland
- Ulva cribrosa (J.Agardh) Bornet (Sans vérification)
- Ulva cuneata Forsskål (Statut incertain)
- Ulva curvata (Kützing) De Toni
- Ulva damaeformis Roth (Sans vérification)
- Ulva dangeardii Gayral & Seizilles de Mazancourt
- Ulva denticulata P.J.L.Dangeard
- Ulva diaphana Hudson (Statut incertain)
- Ulva digitata (Linnaeus) De Candolle (Sans vérification)
- Ulva diluviana Schlotheim (Sans vérification)
- Ulva divisa Suhr (Sans vérification)
- Ulva elegans Gayral
- Ulva elminthoides  (Statut incertain)
- Ulva elongata Schousboe (Statut incertain)
- Ulva endiviaefolia Martius (Sans vérification)
- Ulva enteromorpha Le Jolis (Statut incertain)
- Ulva erecta (Lyngbye) Fries (Sans vérification)
- Ulva expansa (Setchell) Setchell & N.L.Gardner
- Ulva fasciculata A.P.de Candolle (Sans vérification)
- Ulva fetida (D.Villars) J.P.E.Vaucher (Sans vérification)
- Ulva filosa C.P.Thunberg (Sans vérification)
- Ulva flabelliformis Roth (Sans vérification)
- Ulva flabelliformis Wulfen (Sans vérification)
- Ulva flava P.Forssk. (Sans vérification)
- Ulva flavescens Hudson (Statut incertain)
- Ulva flexuosa Wulfen
- Ulva foliacea Poiret (Sans vérification)
- Ulva fungosa (Desfontaines) Poiret (Statut incertain)
- Ulva gayralii Cauro (Sans vérification)
- Ulva gelatinosa Kützing (Statut incertain)
- Ulva geminoidea V.J.Chapman
- Ulva gigantea (Kützing) Bliding
- Ulva godeyi Brébisson
- Ulva grandis Saifullah & Nizamuddin
- Ulva halleri (De Candolle)Poiret (Sans vérification)
- Ulva hookeriana (Kützing) Hayden, Blomster, Maggs, P.C.Silva, M.J.Stanhope & J.R.Waaland
- Ulva hopkirkii (M'Calla ex Harvey) P.Crouan & H.Crouan (Sans vérification)
- Ulva howensis (A.H.S.Lucas) Kraft
- Ulva imbricata Schousboe (Statut incertain)
- Ulva implicata Schousboe (Statut incertain)
- Ulva incurvata Parriaud
- Ulva incurvata Parriaud ex P.J.L.Dangeard (Statut incertain)
- Ulva indica Roth
- Ulva infundibuliformis Turra (Statut incertain)
- Ulva intestinalis Linnaeus
- Ulva intestinaloides (R.P.T.Koeman & Hoek) Hayden, Blomster, Maggs, P.C.Silva, M.J.Stanhope & J.R.Waaland
- Ulva intricata Thuillier (Statut incertain)
- Ulva involvens Savi (Sans vérification)
- Ulva javanica N.L.Burman
- Ulva kylinii (Bliding) Hayden, Blomster, Maggs, P.C.Silva, M.J.Stanhope & J.R.Waaland
- Ulva lactuca Linnaeus (espèce type)
- Ulva lactucifolia S.F.Gray (Sans vérification)
- Ulva laetevirens Areschoug
- Ulva laingii V.J.Chapman
- Ulva lapathifolia (Kützing) De Toni (Sans vérification)
- Ulva leptophylla Arasaki (Statut incertain)
- Ulva ligula (Montagne ex Kützing) De Toni (Sans vérification)
- Ulva limnetica K.Ichihara & S.Shimada
- Ulva linearis P.J.L.Dangeard
- Ulva lingulata A.P.de Candolle (Statut incertain)
- Ulva linza Linnaeus
- Ulva lippii Lamouroux
- Ulva litoralis Suhr ex Kützing
- Ulva littorea Suhr
- Ulva lobata (Kützing) Harvey
- Ulva maculata Poiret (Sans vérification)
- Ulva marginata (J.Agardh) Le Jolis (Sans vérification)
- Ulva melanoidea Schousboe (Statut incertain)
- Ulva membranacea (Stackh.) J.P.Jones & J.F.Kingston (Sans vérification)
- Ulva mesenteriformis Roth (Sans vérification)
- Ulva micrococca (Kützing) Gobi (Sans vérification)
- Ulva minima Vaucher (Sans vérification)
- Ulva minuta Kützing (Sans vérification)
- Ulva moccana J.F.Gmelin (Sans vérification)
- Ulva mucosa Kützing (Sans vérification)
- Ulva mutabilis Föyn (Sans vérification)
- Ulva myriotrema P.L.Crouan & H.M.Crouan (Statut incertain)
- Ulva neapolitana Bliding
- Ulva nematoidea Bory de Saint-Vincent
- Ulva nitens C.Agardh (Sans vérification)
- Ulva nitida Bertoloni (Statut incertain)
- Ulva ocellata (J.V.Lamouroux) De Candolle (Sans vérification)
- Ulva ohnoi Hiraoka & Shimada
- Ulva opuntia (Goodenough & Woodward) Poiret (Sans vérification)
- Ulva orbiculata (Thuret) Rabenhorst (Sans vérification)
- Ulva oryziformis Forsskål (Statut incertain)
- Ulva pacifica Endlicher
- Ulva papenfussii Pham-Hoang Hô
- Ulva papyracea Balbis (Sans vérification)
- Ulva papyracea Schleicher (Sans vérification)
- Ulva parva V.J.Chapman
- Ulva parvula Kützing (Statut incertain)
- Ulva patengensis Salam & Khan
- Ulva pentagonum Meneghini (Sans vérification)
- Ulva percursa (C.Agardh) C.Agardh (Sans vérification)
- Ulva pertusa Kjellman
- Ulva phyllosa (V.J.Chapman) Papenfuss (Sans vérification)
- Ulva pisiformis Hudson (Statut incertain)
- Ulva pisum (0.F.Müller) Loureiro (Statut incertain)
- Ulva planca Suhr (Sans vérification)
- Ulva plicata O.F.Müller (Statut incertain)
- Ulva polyclada Kraft
- Ulva popenguinensis P.J.L.Dangeard
- Ulva porrifolia (S.G.Gmelin) J.F.Gmelin (Sans vérification)
- Ulva profunda W.R.Taylor
- Ulva prolifera O.F.Müller
- Ulva proliferoides L.G.Kraft, Kraft & R.F.Waller
- Ulva pseudocurvata Koeman & Hoek
- Ulva pseudolinza (R.P.T.Koeman & Hoek) Hayden, Blomster, Maggs, P.C.Silva, M.J.Stanhope & J.R.Waaland
- Ulva pulchra Jaasund
- Ulva purpurascens  (Statut incertain)
- Ulva pusilla J.P.F.C.Montagne (Sans vérification)
- Ulva quilonensis Sindhu & Panikkar
- Ulva radiata (J.Agardh) Hayden, Blomster, Maggs, P.C.Silva, M.J.Stanhope & J.R.Waaland
- Ulva radicata A.J.Retzius (Sans vérification)
- Ulva radicata A.P.de Candolle (Sans vérification)
- Ulva ralfsii (Harvey) Le Jolis
- Ulva ranunculata Kraft & A.J.K.Millar
- Ulva recisa Poiret (Sans vérification)
- Ulva refracta 'J.E.Smith' (Sans vérification)
- Ulva repens Clemente (Statut incertain)
- Ulva reticulata Forsskål
- Ulva rhacodes (Holmes) Papenfuss
- Ulva rigida C.Agardh
- Ulva rivularis Corda (Sans vérification)
- Ulva rivularis F.X.Wulfen (Sans vérification)
- Ulva rotundata Bliding
- Ulva rubens  (Statut incertain)
- Ulva rupestris J.E.Smith (Sans vérification)
- Ulva saccharina (Linnaeus) De Candolle (Sans vérification)
- Ulva sagarum (S.G.Gmelin) J.F.Gmelin (Sans vérification)
- Ulva saifullahii Amjad & Shameel
- Ulva sanguinea Bellardi (Sans vérification)
- Ulva schousboei Bornet
- Ulva sericea Wulfen (Statut incertain)
- Ulva serrata A.P.de Candolle
- Ulva simplex (K.L.Vinogradova) Hayden, Blomster, Maggs, P.C.Silva, M.J.Stanhope & J.R.Waaland
- Ulva sordida Areschoug (Sans vérification)
- Ulva sorensenii V.J.Chapman
- Ulva spinulosa Okamura & Segawa
- Ulva sporadica Miliarakis (Sans vérification)
- Ulva squamaria (Gmelin) Roth (Sans vérification)
- Ulva squamaria (Gmelin) Woodward (Sans vérification)
- Ulva squarrosa (G.C.Oeder) J.E.Gunnerus (Sans vérification)
- Ulva stenophylla Setchell & N.L.Gardner
- Ulva stenophylloides L.G.Kraft, Kraft & R.F.Waller
- Ulva sublitoralis Segawa (Sans vérification)
- Ulva sublittoralis Segawa
- Ulva subulata (Wulfen) Naccari
- Ulva taeniata (Setchell) Setchell & N.L.Gardner
- Ulva tanneri H.S.Hayden & J.R.Waaland
- Ulva tenella Kützing (Sans vérification)
- Ulva tenella Lenormand ex Kützing (Sans vérification)
- Ulva tenera Kornmann & Sahling
- Ulva tenuissima Schousboe (Statut incertain)
- Ulva tesellata J.D.Hooker & Harvey (Sans vérification)
- Ulva tetragona A.P.de Candolle (Statut incertain)
- Ulva tournefortii (J.V.Lamouroux) Pollini (Sans vérification)
- Ulva tremelloides (Bertoloni) Pollini (Sans vérification)
- Ulva trichophylla Kützing (Sans vérification)
- Ulva tuberosa Palisot de Beauvois
- Ulva turbinata Pollini (Sans vérification)
- Ulva ulvella H.Davies (Sans vérification)
- Ulva umbilicata S.F.Gray (Statut incertain)
- Ulva uncialis (Kützing) Montagne
- Ulva uncinata Mertens (Statut incertain)
- Ulva uncinata Mohr (Statut incertain)
- Ulva undulata Raddi (Sans vérification)
- Ulva undulata Turra (Statut incertain)
- Ulva usneoides Bonnemaison
- Ulva utricularis (Roth) C.Agardh (Sans vérification)
- Ulva utriculosa C.Agardh
- Ulva uvoides Bory de Saint-Vincent
- Ulva ventricosa A.P.de Candolle
- Ulva venusta Schousboe (Statut incertain)
- Ulva vermicularis Roth (Sans vérification)
- Ulva vermicularis Schrank (Sans vérification)
- Ulva vesiciformis Delarbre (Sans vérification)
- Ulva vinosa Gouan (Sans vérification)
- Ulva viridis Forssk. (Sans vérification)
- Ulva woodwartii Poiret (Sans vérification)

Selon Catalogue of Life (16 août 2012) :
- Ulva acanthophora
- Ulva anandii
- Ulva angusta
- Ulva arasakii
- Ulva armoricana
- Ulva atroviridis
- Ulva attenuata
- Ulva beytensis
- Ulva bifrons
- Ulva brevistipitata
- Ulva bulbosa
- Ulva burmanica
- Ulva byssoides
- Ulva californica
- Ulva chaetomorphoides
- Ulva clathrata
- Ulva coccinea
- Ulva compressa
- Ulva conglobata
- Ulva cornucopiae
- Ulva cornuta
- Ulva covelongensis
- Ulva crassa
- Ulva crassimembrana
- Ulva curvata
- Ulva dactylifera
- Ulva denticulata
- Ulva elegans
- Ulva elminthoides
- Ulva enteromorpha
- Ulva erecta
- Ulva expansa
- Ulva fasciata
- Ulva fenestrata
- Ulva flexuosa
- Ulva gelatinosa
- Ulva geminoidea
- Ulva gigantea
- Ulva grandis
- Ulva hendayensis
- Ulva hookeriana
- Ulva hopkirkii
- Ulva indica
- Ulva intestinalis
- Ulva intestinaloides
- Ulva intricata
- Ulva intybacea
- Ulva javanica
- Ulva kylinii
- Ulva lactuca
- Ulva lactucaefolia
- Ulva laetevirens
- Ulva laingii
- Ulva linearis
- Ulva lingulata
- Ulva linkiana
- Ulva linza
- Ulva lippii
- Ulva litoralis
- Ulva littorea
- Ulva lobata
- Ulva lubrica
- Ulva marginata
- Ulva micrococca
- Ulva myriotrema
- Ulva neapolitana
- Ulva nematoidea
- Ulva ohnoi
- Ulva olivacea
- Ulva olivaceum
- Ulva pacifica
- Ulva papenfussii
- Ulva paradoxa
- Ulva parva
- Ulva parvula
- Ulva patengensis
- Ulva percursa
- Ulva pertusa
- Ulva phyllosa
- Ulva popenguinensis
- Ulva porrifolia
- Ulva procera
- Ulva profunda
- Ulva prolifera
- Ulva pseudocurvata
- Ulva pseudolinza
- Ulva pulchra
- Ulva purpurascens
- Ulva quilonensis
- Ulva radiata
- Ulva ralfsii
- Ulva ranunculata
- Ulva reticulata
- Ulva rhacodes
- Ulva rigida
- Ulva rotundata
- Ulva rubens
- Ulva saifullahii
- Ulva scagelii
- Ulva scandinavica
- Ulva sericea
- Ulva serrata
- Ulva simplex
- Ulva sorensenii
- Ulva spinulosa
- Ulva stenophylla
- Ulva stipitata
- Ulva sublittoralis
- Ulva subulata
- Ulva taeniata
- Ulva tenera
- Ulva tetragona
- Ulva torta
- Ulva tuberosa
- Ulva umbilicata
- Ulva uncialis
- Ulva uncinata
- Ulva usneoides
- Ulva utricularis
- Ulva utriculosa
- Ulva uvoides
- Ulva ventricosa

Selon ITIS (16 août 2012) :
- Ulva angusta
- Ulva californica Wille
- Ulva costata
- Ulva curvata
- Ulva dactylifera Setch. & Gardn.
- Ulva expansa (Setch.) & Gardn.
- Ulva fasciata Delile
- Ulva fenestrata
- Ulva gigantea
- Ulva lactuca Linnaeus, 1753
- Ulva lobata (Kutz.) S. & G.
- Ulva olivacens
- Ulva pertusa
- Ulva reticulata
- Ulva rigida C. Agardh
- Ulva rotundata
- Ulva stenophylla
- Ulva taeniata
- Ulva vexata

Selon NCBI (16 août 2012) :
- Ulva ohnoi
- Ulva pertusa
- Ulva procera
- Ulva prolifera
- Ulva pseudocurvata
- Ulva reticulata
- Ulva rigida
- Ulva rotundata
- Ulva scandinavica
- Ulva spinulosa
- Ulva stenophylla
- Ulva taeniata
- Ulva tanneri
- Ulva torta
- Enteromorpha ovata
- Ulva ahlneriana
- Ulva arasakii
- Ulva armoricana
- Ulva australis
- Ulva beytensis
- Ulva californica
- Ulva clathrata
- Ulva compressa
- Ulva curvata
- Ulva fasciata
- Ulva fenestrata
- Ulva flexuosa
  - sous-espèce Ulva flexuosa subsp. flexuosa
  - sous-espèce Ulva flexuosa subsp. paradoxa
  - sous-espèce Ulva flexuosa subsp. pilifera
- Ulva gigantea
- Ulva howensis
- Ulva intestinalis
- Ulva intestinaloides
- Ulva lactuca
- Ulva laetevirens
- Ulva limnetica
- Ulva linza
- Ulva lobata
- Ulva muscoides
- Ulva mutabilis

Selon World Register of Marine Species (16 août 2012) :
- Ulva acanthophora (Kützing) Hayden, Blomster, Maggs, P.C.Silva, Stanhope & J.R.Waaland, 2003
- Ulva anandii Amjad & Shameel, 1993
- Ulva arasakii Chihara, 1969
- Ulva atroviridis Levring, 1938
- Ulva beytensis Thivy & Sharma, 1966
- Ulva bifrons Ardré, 1967
- Ulva brevistipita V.J.Chapman, 1956
- Ulva burmanica (Zeller) De Toni, 1889
- Ulva californica Wille, 1899
- Ulva chaetomorphoides (Børgesen) Hayden, Blomster, Maggs, P.C.Silva, M.J.Stanhope & J.R.Waaland, 2003
- Ulva clathrata (Roth) C.Agardh, 1811
- Ulva compressa Linnaeus, 1753
- Ulva conglobata Kjellman, 1897
- Ulva cornuta Lightfoot, 1777
- Ulva covelongensis V.Krishnamurthy & H.Joshi, 1969
- Ulva crassa V.J.Chapman, 1956
- Ulva crassimembrana (V.J.Chapman) Hayden, Blomster, Maggs, P.C.Silva, M.J.Stanhope & J.R.Waaland, 2003
- Ulva curvata (Kützing) De Toni, 1889
- Ulva denticulata P.J.L.Dangeard, 1959
- Ulva diaphana Hudson, 1778
- Ulva elegans Gayral, 1960
- Ulva enteromorpha Le Jolis, 1863
- Ulva erecta (Lyngbye) Fries
- Ulva expansa (Setchell) Setchell & N.L.Gardner, 1920
- Ulva fasciata Delile, 1813
- Ulva flexuosa Wulfen, 1803
- Ulva geminoidea V.J.Chapman, 1956
- Ulva gigantea (Kützing) Bliding, 1969
- Ulva grandis Saifullah & Nizamuddin, 1977
- Ulva hookeriana (Kützing) Hayden, Blomster, Maggs, P.C.Silva, M.J.Stanhope & J.R.Waaland
- Ulva hopkirkii (M'Calla ex Harvey) P.Crouan & H.Crouan
- Ulva howensis (A.H.S.Lucas) Kraft, 2007
- Ulva indica Roth, 1806
- Ulva intestinalis Linnaeus, 1753
- Ulva intestinaloides (R.P.T.Koeman & Hoek) Hayden, Blomster, Maggs, P.C.Silva, M.J.Stanhope & J.R.Waaland, 2003
- Ulva javanica N.L.Burman, 1768
- Ulva kylinii (Bliding) Hayden, Blomster, Maggs, P.C.Silva, M.J.Stanhope & J.R.Waaland, 2003
- Ulva lactuca Linnaeus, 1753
- Ulva laetevirens J.E.Areschoug, 1854
- Ulva laingii V.J.Chapman, 1956
- Ulva linearis P.J.L.Dangeard, 1957
- Ulva linza Linnaeus, 1753
- Ulva lippii Lamouroux
- Ulva litoralis Suhr ex Kützing
- Ulva littorea Suhr
- Ulva lobata (Kützing) Harvey, 1855
- Ulva marginata (J.Agardh) Le Jolis
- Ulva micrococca (Kützing) Gobi
- Ulva neapolitana Bliding, 1960
- Ulva nematoidea Bory de Saint-Vincent, 1828
- Ulva ohnoi Hiraoka & Shimada, 2004
- Ulva olivascens P.J.L.Dangeard
- Ulva pacifica Endlicher
- Ulva papenfussii Pham-Hoang Hô, 1969
- Ulva parva V.J.Chapman, 1956
- Ulva patengensis Salam & Khan, 1981
- Ulva percursa (C.Agardh) C.Agardh
- Ulva pertusa Kjellman, 1897
- Ulva phyllosa (V.J.Chapman) Papenfuss
- Ulva polyclada Kraft, 2007
- Ulva popenguinensis P.J.L.Dangeard, 1958
- Ulva porrifolia (S.G.Gmelin) J.F.Gmelin
- Ulva profunda W.R.Taylor, 1928
- Ulva prolifera O.F.Müller, 1778
- Ulva pseudocurvata Koeman & Hoek, 1981
- Ulva pseudolinza (R.P.T.Koeman & Hoek) Hayden, Blomster, Maggs, P.C.Silva, M.J.Stanhope & J.R.Waaland, 2003
- Ulva pulchra Jaasund, 1976
- Ulva quilonensis Sindhu & Panikkar, 1995
- Ulva radiata (J.Agardh) Hayden, Blomster, Maggs, P.C.Silva, M.J.Stanhope & J.R.Waaland, 2003
- Ulva ralfsii (Harvey) Le Jolis, 1863
- Ulva ranunculata Kraft & A.J.K.Millar, 2000
- Ulva reticulata Forsskål, 1775
- Ulva rhacodes (Holmes) Papenfuss, 1960
- Ulva rigida C.Agardh, 1823
- Ulva rotundata Bliding, 1968
- Ulva saifullahii Amjad & Shameel, 1993
- Ulva serrata A.P.de Candolle
- Ulva simplex (K.L.Vinogradova) Hayden, Blomster, Maggs, P.C.Silva, M.J.Stanhope & J.R.Waaland, 2003
- Ulva sorensenii V.J.Chapman, 1956
- Ulva spinulosa Okamura & Segawa, 1936
- Ulva stenophylla Setchell & N.L.Gardner, 1920
- Ulva sublittoralis Segawa, 1938
- Ulva subulata (Wulfen) Naccari
- Ulva taeniata (Setchell) Setchell & N.L.Gardner, 1920
- Ulva tanneri H.S.Hayden & J.R.Waaland, 2003
- Ulva tenera Kornmann & Sahling
- Ulva torta (Mertens) Trevisan, 1841
- Ulva tuberosa Palisot de Beauvois
- Ulva uncialis (Kützing) Montagne, 1850
- Ulva uncinata Mohr
- Ulva uncinata Mertens
- Ulva usneoides Bonnemaison
- Ulva utricularis (Roth) C.Agardh
- Ulva utriculosa C.Agardh
- Ulva uvoides Bory de Saint-Vincent
- Ulva ventricosa A.P.de Candolle
- Ulva costata Wollny, 1881
- Ulva repens Clemente, 1807
- Ulva tetragona A.P.de Candolle, 1807